# Кіцовень
Кіцовень, Кіцовені (рум. Chițoveni) — село у повіті Ботошані в Румунії. Адміністративно підпорядковане місту Флеминзь.
Село розташоване на відстані 353 км на північ від Бухареста, 28 км на південний схід від Ботошань, 67 км на північний захід від Ясс.

## Населення
За даними перепису населення 2002 року у селі проживали 614 осіб, усі — румуни. Усі жителі села рідною мовою назвали румунську.